# Метод інструментальних змінних
Метод інструментальних змінних (ІЗ, IV — Instrumental Variables) — метод оцінки параметрів регресійних моделей, заснований на використанні додаткових змінних, які не використовуються в моделі, так званих інструментальних змінних. Метод застосовується в разі, коли фактори регресійної моделі не задовольняють умові екзогенністі, тобто є залежними з випадковими помилками. У цьому випадку, оцінки звичайного методу найменших квадратів є зміщеними і конзистентними.
Сутність методу полягає в замінні змінної, що корелює із залишками, інструментальною змінною, яка повинна мати такі властивості:
- корелювати (бажано значною мірою) із заміненою пояснюючою змінною;
- не корелювати із випадковим відхиленням[1].